# Smiley Burnette
Smiley Burnette est un acteur et compositeur américain né le 18 mars 1911 à Summum (en), Illinois (États-Unis), et mort le 16 février 1967 à Los Angeles, quartier d'Encino (Californie).

## Filmographie

### Acteur

#### Années 1930
- 1934 : In Old Santa Fe de David Howard : Accordionist-Singer
- 1934 : The Marines Are Coming (en) de David Howard : Sailor delivering flowers to Bill
- 1934 : Le Mystère du Colorado (en) (Mystery Mountain) d'Otto Brower : Lake teamster [Chs. 6-7, 12]
- 1935 : Lightning Triggers (en) de S. Roy Luby (en) : Singer over opening credits
- 1935 : La Reine de l'empire fantôme (The Phantom Empire) d'Otto Brower : Oscar
- 1935 : The Kids in the Shoe (en) de Dave Fleischer : Singing little boy (voix)
- 1935 : The Adventures of Rex and Rinty (en) de Ford Beebe et B. Reeves Eason : Jensen
- 1935 : Le Chant du Far West (Tumbling Tumbleweeds) de Joseph Kane : Smiley
- 1935 : Waterfront Lady (en) de Joseph Santley : Musician
- 1935 : Melody Trail (en) de Joseph Kane : Frog Millhouse
- 1935 : Harmony Lane (en) de Joseph Santley : Singer
- 1935 : The Sagebrush Troubadour (en) de Joseph Kane : Frog Millhouse
- 1935 : The Singing Vagabond (en) de Carl Pierson : Frog
- 1935 : Hitch Hike Lady (en) d'Aubrey Scotto : Singer (cut from TV print)
- 1936 : Red River Valley (en) de B. Reeves Eason : Frog Millhouse
- 1936 : Doughnuts and Society (en) de Lewis D. Collins : Mover #2
- 1936 : Comin' 'Round the Mountain (en) de Mack Wright : Frog Millhouse
- 1936 : The Singing Cowboy (en) de Mack Wright : Frog Millhouse
- 1936 : Hearts in Bondage (en) de Lew Ayres : Rammer
- 1936 : Undersea Kingdom (en) de B. Reeves Eason et Joseph Kane : Briny Deep
- 1936 : The Border Patrolman de David Howard : Chuck Owens
- 1936 : Guns and Guitars de Joseph Kane : Frog Millhouse
- 1936 : Oh, Susanna! de Joseph Kane : Frog Millhouse
- 1936 : Ride Ranger Ride (en) de Joseph Kane : Frog Millhouse
- 1936 : The Big Show de Mack V. Wright : Frog Millhouse
- 1936 : The Old Corral (en) de Joseph Kane : Deputy Frog Millhouse
- 1936 : A Man Betrayed] de John H. Auer : Hillbilly
- 1937 : Larceny on the Air (en) d'Irving Pichel : Jimmy
- 1937 : Dick Tracy (en) d'Alan James et Ray Taylor : Mike McGurk
- 1937 : Git Along, Little Dogies (en) de Joseph Kane : Frog Millhouse
- 1937 : Round-Up Time in Texas (en) de Joseph Kane : Frog Millhouse
- 1937 : Rootin' Tootin' Rhythm (en) de Mack V. Wright : Frog Milhouse
- 1937 : Yodelin' Kid from Pine Ridge (en) de Joseph Kane : Colonel Frog Millhouse
- 1937 : Meet the Boyfriend (en) de Ralph Staub : Orchestra Leader
- 1937 : Public Cowboy No. 1 (en) de Joseph Kane : Frog Millhouse
- 1937 : Le Champion (Boots and Saddles) de Joseph Kane : Frog Millhouse
- 1937 : Springtime in the Rockies, de Joseph Kane : Frog Millhouse
- 1937 : Manhattan Merry-Go-Round de Charles Reisner : Frog, the Accordian Player
- 1938 : The Old Barn Dance (en) de Joseph Kane : Frog Millhouse
- 1938 : Hollywood Stadium Mystery (en) de David Howard : Smiley Burnette
- 1938 : Crépuscule (Under Western Stars) de Joseph Kane : Frog
- 1938 : Gold Mine in the Sky (en) de Joseph Kane : Frog Millhouse
- 1938 : Man from Music Mountain (en) de Joseph Kane : Frog Millhouse
- 1938 : Le Retour de Billy the Kid (Billy the Kid Returns) de Joseph Kane : Frog Millhouse
- 1938 : Prairie Moon (en) de Ralph Staub : Frog Millhouse
- 1938 : Rhythm of the Saddle (en) de George Sherman : Frog Millhouse
- 1938 : Western Jamboree (en) de Ralph Staub : Frog Millhouse
- 1939 : Home on the Prairie (en) de Jack Townley (en) : Frog Millhouse
- 1939 : Mexicali Rose de George Sherman : Frog Millhouse
- 1939 : Blue Montana Skies (en) de B. Reeves Eason : Frog Millhouse
- 1939 : Mountain Rhythm (en) de B. Reeves Eason : Frog Millhouse
- 1939 : Colorado Sunset de George Sherman : Frog Millhouse
- 1939 : In Old Monterey (en) de Joseph Kane : Frog Millhouse
- 1939 : Rovin' Tumbleweeds de George Sherman : Frog Millhouse
- 1939 : South of the Border de George Sherman : Frog Millhouse

#### Années 1940
- 1940 : Rancho Grande (en) de Frank McDonald : Frog Millhouse
- 1940 : Men with Steel Faces d'Otto Brower et B. Reeves Eason : Oscar
- 1940 : Gaucho Serenade (en) de Frank McDonald : Frog Millhouse / Uncle Lester
- 1940 : Carolina Moon (en) de Frank McDonald : Frog Millhouse
- 1940 : Ride, Tenderfoot, Ride (en) de Frank McDonald : Frog Millhouse
- 1941 : Ridin' on a Rainbow (en) de Lew Landers : Frog
- 1941 : Back in the Saddle (en) de Lew Landers : Frog Millhouse
- 1941 : The Singing Hill (en) de Lew Landers : Frog
- 1941 : Sunset in Wyoming (en) de William Morgan : Frog Millhouse
- 1941 : Under Fiesta Stars (en) de Frank McDonald : Frog
- 1941 : ''Down Mexico Way (en) de Joseph Santley : Frog
- 1941 : Sierra Sue (en) de William Morgan : Frog Millhouse
- 1942 : Cowboy Serenade (en) de William Morgan : Frog Millhouse
- 1942 : Heart of the Rio Grande (en) de William Morgan : Frog Millhouse
- 1942 : Home in Wyomin' (en) de William Morgan : 'Frog' Millhouse
- 1942 : Stardust on the Sage (en) de William Morgan : Frog Millhouse
- 1942 : Call of the Canyon (en) de Joseph Santley : Frog Millhouse
- 1942 : Bells of Capistrano (en) de William Morgan : Frog Millhouse
- 1942 : Heart of the Golden West (en) : Smiley
- 1943 : Idaho (en) de Joseph Kane : Frog Millhouse
- 1943 : Le Roi des cow-boys (King of the Cowboys) de Joseph Kane : Frog Millhouse
- 1943 : Silver Spurs (en) de Joseph Kane : Frog
- 1943 : Beyond the Last Frontier (en) de Howard Bretherton : Frog Millhouse
- 1943 : Raiders of Sunset Pass (en) de John English : Frog Millhouse
- 1944 : Pride of the Plains (en) de Wallace Fox : Frog Millhouse
- 1944 : Beneath Western Skies (en) de Spencer Bennet : Frog Millhouse
- 1944 : The Laramie Trail (en) de John English : Frog
- 1944 : Call of the Rockies (en) de Lesley Selander : Frog Millhouse
- 1944 : Bordertown Trail (en) de Lesley Selander : Frog Millhouse
- 1944 : Code of the Prairie (en) de Spencer Bennet : Frog Millhouse
- 1944 : Firebrands of Arizona (en) de Lesley Selander : Frog / Beefsteak Discoe
- 1946 : Roaring Rangers (it) de Ray Nazarro : Smiley Burnette
- 1946 : Gunning for Vengeance (it) de Ray Nazarro : Smiley Burnette
- 1946 : Galloping Thunder (it) de Ray Nazarro : Smiley Burnette
- 1946 : Two-Fisted Stranger (it) de Ray Nazarro : Deputy Smiley Burnette
- 1946 : The Desert Horseman (it) de Ray Nazarro : Smiley
- 1946 : Heading West (it) de Ray Nazarro : Smiley Burnette
- 1946 : Landrush (it) de Vernon Keays (en) : Smiley Burnette
- 1946 : Terror Trail (it) de Ray Nazarro : Smiley Burnette
- 1946 : The Fighting Frontiersman (it) de Derwin Abrahams (en) : Smiley Burnette
- 1947 : South of the Chisholm Trail (it) de Derwin Abrahams (en) : Smiley Burnette
- 1947 : The Lone Hand Texan (it) de Ray Nazarro : Smiley Burnette
- 1947 : West of Dodge City (it) de Ray Nazarro : Editor Smiley Burnette
- 1947 : Law of the Canyon (it) de Ray Nazarro : Smiley
- 1947 : Prairie Raiders (it) de Derwin Abrahams (en) : Smiley
- 1947 : The Stranger from Ponca City (it) de Derwin Abrahams (en) : Smiley Burnette (cafe owner)
- 1947 : Riders of the Lone Star (it) de Derwin Abrahams (en) : Smiley Burnette
- 1947 : Buckaroo from Powder River (it) de Ray Nazarro : Smiley
- 1947 : Last Days of Boot Hill (it) de Ray Nazarro : Smiley Burnette
- 1948 : Six-Gun Law (it) de Ray Nazarro : Smiley
- 1948 : West of Sonora (it) de Ray Nazarro : Smiley Burnette
- 1948 : Whirlwind Raiders (it) de Vernon Keays (en) : Smiley Burnette
- 1948 : Blazing Across the Pecos (it) de Ray Nazarro : Marshal Smiley Burnette
- 1948 : Trail to Laredo (it) de Ray Nazarro : Smiley Burnette
- 1948 : El Dorado Pass (it) de Ray Nazarro : Smiley Burnette
- 1948 : Quick on the Trigger (it) de Ray Nazarro : Smiley
- 1949 : Challenge of the Range (it) de Ray Nazarro : Smiley Burnette
- 1949 : Desert Vigilante (it) de Fred F. Sears : Smiley Burnette
- 1949 : Laramie (en) de Ray Nazarro : Smiley Burnette
- 1949 : The Blazing Trail (it) de Ray Nazarro : Smiley Burnette
- 1949 : South of Death Valley (it) de Ray Nazarro : Marshal Smiley Burnette
- 1949 : Bandits of El Dorado (it) de Ray Nazarro : Smiley Burnette
- 1949 : Horsemen of the Sierras (it) de Fred F. Sears : Sheriff Smiley Burnette

#### Années 1950
- 1950 : Trail of the Rustlers (it) de Ray Nazarro : Smiley Burnette
- 1950 : Outcasts of Black Mesa (it) de Ray Nazarro : Smiley
- 1950 : Texas Dynamo (it) de Ray Nazarro : Smiley
- 1950 : Streets of Ghost Town (it) de Ray Nazarro : Smiley
- 1950 : Across the Badlands (it) de Fred F. Sears : Smiley Burnette
- 1950 : Raiders of Tomahawk Creek (it) de Fred F. Sears : Smiley
- 1950 : Frontier Outpost (it) de Ray Nazarro : Smiley Burnette
- 1950 : Lightning Guns (it) de Fred F. Sears : Smiley
- 1951 : Prairie Roundup (it) de Fred F. Sears : Smiley Burnette
- 1951 : Ridin' the Outlaw Trail (it) de Fred F. Sears : Smiley
- 1951 : Fort Savage Raiders (it) de Ray Nazarro : Smiley
- 1951 : Whirlwind (en) de John English : Smiley Burnette
- 1951 : Snake River Desperadoes (it) de Fred F. Sears : Smiley Burnette
- 1951 : Bonanza Town (it) de Fred F. Sears : Smiley Burnette
- 1951 : Cyclone Fury (it) de Ray Nazarro : Smiley Burnette
- 1951 : The Kid from Amarillo (it) de Ray Nazarro : Smiley
- 1951 : Pecos River (it) : Smiley Burnette
- 1952 : Smoky Canyon (it) de Fred F. Sears : Smiley Burnette
- 1952 : Laramie Mountains (it) de Ray Nazarro : Sergeant Smiley Burnette, the Fort cook
- 1952 : The Rough, Tough West (it) de Ray Nazarro : Smiley Burnette
- 1953 : Winning of the West (it) de George Archainbaud : Smiley Burnette
- 1953 : On Top of Old Smoky (it) de George Archainbaud : Smiley
- 1953 : Goldtown Ghost Riders (it) de George Archainbaud : Smiley Burnette (special billing credit sheet)
- 1953 : Pack Train (it) de George Archainbaud : Smiley Burnette
- 1953 : Saginaw Trail (it) de George Archainbaud : Smiley
- 1953 : Last of the Pony Riders (it) de George Archainbaud : Smiley Burnette
- 1958 : Ranch Party (série TV) : Regular (1958)

### Compositeur
- 1935 : The Singing Vagabond (en)
- 1937 : La Caravane de l'enfer (The Painted Stallion)
- 1938 : The Old Barn Dance (it)
- 1938 : Man from Music Mountain (en)
- 1941 : Stick to Your Guns
- 1947 : Twilight on the Rio Grande (en) de Frank McDonald
- 1949 : Desert Vigilante (it)
- 1953 : Pack Train (it)